# Suzuki GZ250 Marauder

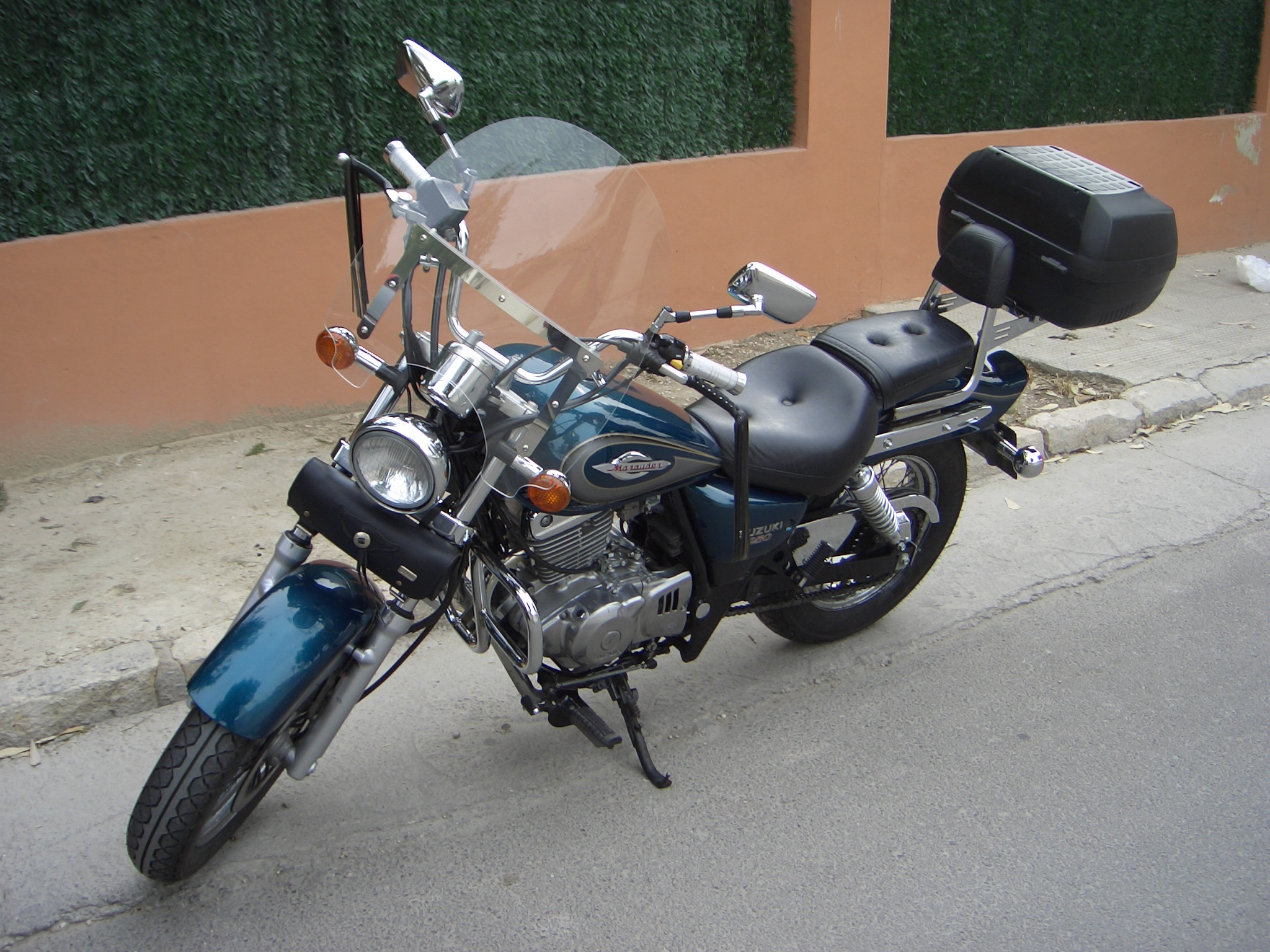
Suzuki GZ250 Marauder de 2000. Incorpora varios extras: parabrisas, rulo porta-herramientas, defensas, puños cromados, flecos, respaldo de pasajero y maleta Shad SH39

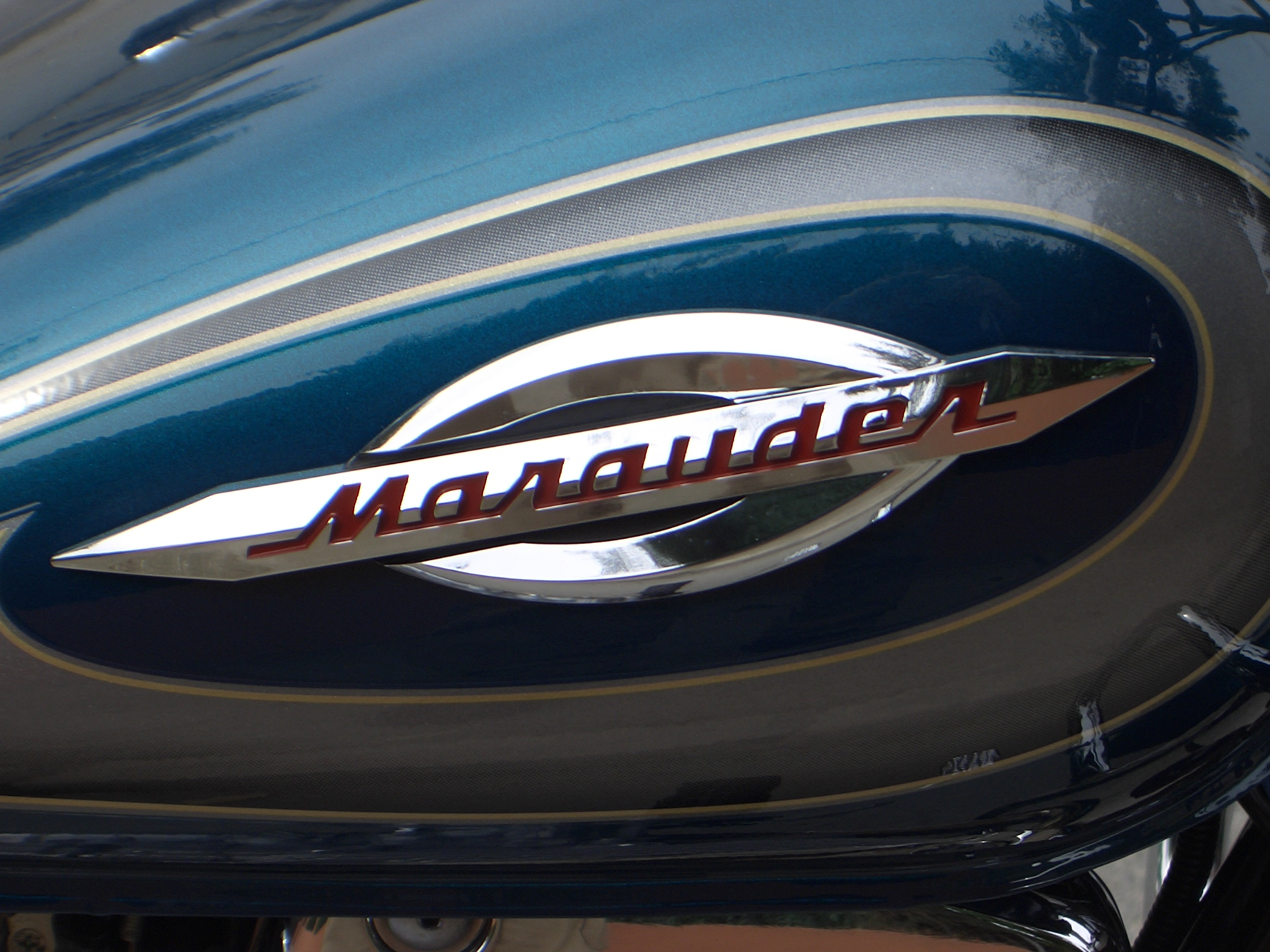
Logotipo Marauder. Lo llevan en su tanque todas las Suzuki Marauder 125, 250, 800 y 1600

La Suzuki GZ250 Marauder es una motocicleta de tipo cruiser, equipada con un motor monocilíndrico de cuatro tiempos y 250 cc. Este motor, y una estética custom que recuerda a las clásicas Harley-Davidson o Indian, junto con un precio ajustado hacen de ella una de las motocicletas preferidas para iniciarse en la práctica del motociclismo, ya que no supera los 21 cv de potencia.

## Historia
Esta motocicleta se comenzó a fabricar en 1998 hasta (2011) dadas sus excelentes cifras de ventas. Su robusto motor monocilíndrico de 250 cc, ha sido anteriormente montado en la Suzuki GN250 y fue también montado en la hermana de la GZ250 Marauder, la Suzuki TU250.

## Mantenimiento
Si hay algo de lo que pueden presumir los propietarios de la Marauder 250 es de su bajo y económico mantenimiento. Deberá visitar el taller periódicamente cada 5000 km para hacerle la revisión rutinaria correspondiente.
Debido a la simplicidad de su motor ( refrigeración por aire) y a su buena accesibilidad ( ausencia total de carenado ), el coste de las revisiones es muy reducido

### Aceite y filtros
En cada revisión rutinaria (cada 5000 km) se cambian el aceite y el filtro de aceite. El aceite recomendado por Suzuki para esta motocicleta, son de grado SF o SG, SAE 10W 40 SIN ANTIFRICCIÓN. El filtro de aceite se sustituye, salvo condiciones muy adversas, cada dos revisiones, es decir, cada 10.000 km.

### Frenos
Las pastillas de freno delanteras, si son blandas, se suelen sustituir cada 5000 km. El tambor trasero llega a parecer "eterno". El cambio de las zapatas traseras tendrá lugar más o menos a los 40.000 km. El líquido de frenos, un DOT 4, es recomendable sustituirlo cada dos años.

### Neumáticos
Actualmente monta de casa neumáticos marca Sava, cuyo rendimiento en suelo mojado deja mucho que desear. Al margen de estos los neumáticos en general aguantan bien. Todo depende del fabricante y del tipo de conducción pero rodarán sin problemas entre 10.000 y 15.000 km. Habitualmente se suelen montar los Michelin M45, Metzeler Perfect ME77, Metzeler LaserTec, o los Dunlop D404 ya que disponen de las medidas y código de velocidad ideales para la Marauder 250.

### Sistema eléctrico
El modelo de la batería es YTX7L- BS, de 7 A; es de las llamadas "sin mantenimiento". Tendrá que ser sustituida cuando haya perdido su capacidad de carga. Esto suele suceder a partir de los cinco años de antigüedad. La bujía se cambia cada 10.000 km y el modelo original es una NGK DPR8EA-9.

### Transmisión
La transmisión secundaria rodará más o menos durante 20.000 o 25.000 km. A partir de este tiempo la cadena comenzará a estirarse considerablemente y tendrá que ser sustituido el conjunto piñón-cadena-plato.

### Suspensión
El aceite de la horquilla no se suele sustituir, ya que, al no ser una moto deportiva, los retenes no suelen sufrir en exceso. De todas formas si da la casualidad de que se estropea algún retén (suele ocurrir a los 30 000 o 40 000 km) se suele cambiar de paso el aceite de la horquilla.

## El sonido de la Marauder 250
- Al arrancarla y al ralentí
- Al acelerarla y al ralentí

## Accesorios
La gama de accesorios de los que se dispone para personalizar esta motocicleta custom es impresionante. Desde los mismos accesorios del fabricante (Suzuki) hasta de importadores y fabricantes nacionales (Spaan) así como extranjeros (Louis ).

## Precio
Su precio en España, con IVA e impuesto de matriculación incluidos es de aproximadamente 3000 €

## Sus competidoras directas
- Suzuki Intruder 250
- Honda CMX 250 Rebel
- Yamaha XV 250 Virago
- Kymco Venox 250
- Hyosung GV250 Aquila